# 暗黒エネルギー宇宙望遠鏡
暗黒エネルギー宇宙望遠鏡（あんこくエネルギーうちゅうぼうえんきょう、英語: Dark Energy Space Telescope）通称デスティニー (Destiny) は、アメリカ航空宇宙局 (NASA) とアメリカ合衆国エネルギー省 (DOE) が計画中の、暗黒エネルギーを調査する為に設計された精密な計測器を搭載した宇宙望遠鏡である。
3年間のミッションを通じて、3000個以上の遠距離での超新星爆発を観測することによって宇宙の膨張を測定し、また数百万個の銀河系の弱い重力レンズ効果を観測することによって宇宙の物質構造を捕らえることを企図している。
デスティニーは主鏡径が1.65 mの光学望遠鏡が特徴である。望遠鏡の赤外線画像は固体検出器アレイで検出される。太陽 - 地球系のL2点を中心とするハロー軌道に投入される予定。
デスティニーの開発は2006年8月に決定し、現在2年間の調査段階である。設計と性能を開発に向けて煮詰めている。2013年に打ち上げられ、予備的な結果は1年以内に、最終的な結果は2017年に出る予定である。